# Enrico Gallina
Enrico Gallina (Sampierdarena, 4 dicembre 1911 – ...) è stato un calciatore italiano, di ruolo centrocampista.

## Carriera
Inizio sua carriera nella Imperia. Poi giocó nella Dominante, nella Sampierdarenese e ancora nell'Imperia. 

## Palmarès
- Seconda Divisione: 1

Sampierdarenese B: 1934-1935